# Pitcairnia elizabethae
Pitcairnia elizabethae är en gräsväxtart som beskrevs av Lyman Bradford Smith. Pitcairnia elizabethae ingår i släktet Pitcairnia och familjen Bromeliaceae. Inga underarter finns listade i Catalogue of Life.